# Guglielmo Sandri

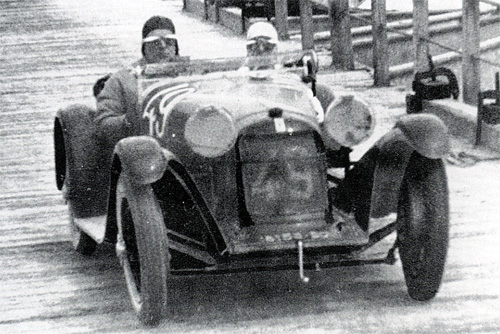
Mille Miglia 1930: Guglielmo Sandri als Beifahrer von Ernesto Tamburi im Maserati Tipo 26

Guglielmo Sandri (* 26. Januar 1906 in Bologna, Emilia-Romagna, Italien; † August 1961 ebenda) war ein italienischer Automobil- und Motorradrennfahrer.
Guglielmo Sandri war ein vielseitiger Sportler. Er spielte Fußball, Tennis und war Radrennfahrer, außerdem galt er auch als talentierter Sänger. Vor allem war der Bologneser aber einer der besten italienischen Motorradrennfahrer vor dem Zweiten Weltkrieg.

## Karriere
Guglielmo Sandri begann seine Karriere im Alter von 19 Jahren. 1930 startete er auf einer 350-cm³-A.J.S. beim Großen Bergpreis von Deutschland am Schauinsland und wurde Vierter in der 350er-Klasse. Im Jahr 1931 siegte er auf einer 500-cm³-NSU beim Rennen Circuito di Pesaro. Im März des folgenden Jahres gewann er den Preis der Stadt Hannover beim Eilenriederennen in der 350er-Klasse auf A.J.S.
Für den Rest der Saison 1932 trat Sandri für die Scuderia Ferrari an, die zwischen 1932 und 1943 auch ein Motorradrennteam unterhielt, und feierte dabei auf Norton und Rudge viele Erfolg bei nationalen Rennen. Beim im April im Rahmen des XI. Großen Preises der Nationen auf der Pista del Littorio in Rom ausgetragenen Europameisterschaftslauf belegte Sandri auf Rudge hinter dem französischen Jonghi-Piloten Louis Jeannin den zweiten Platz in der Viertelliterklasse. Jedoch waren dabei die international dominierenden Fahrer und Hersteller aus Großbritannien auf Grund des weiten Anreiseweges nicht vertreten.
Später trat Guglielmo Sandri im Werksteam von Moto Guzzi an der Seite von Größen wie Nello Pagani und Omobono Tenni an. 1937 gewann er für den Hersteller aus Mandello del Lario das 1283 Kilometer lange Rennen Milano–Taranto mit einer Durchschnittsgeschwindigkeit von über 104 km/h. Außerdem wurde er auch Italienischer Straßenmeister in der 500-cm³-Klasse. Im Jahr 1939 stellte der Bologneser auf der Serenissima zwischen Bergamo und Brescia sechs Geschwindigkeitsweltrekorde für 250-cm³-Maschinen auf.
Sandri war außerdem auch als Herrenfahrer im Automobilsport aktiv. 1934 steuerte er beim Circuito di Ravenna einen 2.5-Liter-Maserati 26M mit zwei Runden Rückstand auf den Sieger Tazio Nuvolari auf den sechsten Platz.
Guglielmo Sandri beendete seine Rennaktivitäten nach Ausbruch des Zweiten Weltkrieges. Im Jahr 1948 kehrte er noch einmal zurück und feierte als Beifahrer von Johnny Lurani auf einem Healey 2400 einen Klassensieg bei der Mille Miglia. Er verstarb im August 1961 55-jährig in seiner Heimatstadt Bologna.

## Erfolge
- 1932 – 350-cm³-Vize-Europameister auf Rudge
- 1937 – italienischer 500-cm³-Meister auf Moto Guzzi

## Verweise